# R-29RM Štil
L' R-29RM Štil (in cirillico: P-29PM Штиль, nome in codice NATO: SS-N-23 Skiff) è stato un missile balistico intercontinentale imbarcato di fabbricazione sovietica, sviluppato dal Makeyev OKB negli anni ottanta ed entrato in servizio nella marina sovietica nel 1986.
Anche noto come RSM-54 o, in alternativa, 3M27 venne progettato per essere imbarcato, in salve da 16 missili, sulle unità classe Delta IV e ciascun missile era in grado di trasportare fino a 4 testate da 100 kt su una traiettoria balistica di circa 8.300 km.
Nel corso della loro vita operativa sono stati aggiornati alle seguenti modifiche: R-29RMU (in servizio nel 1988) ed R-29RMU1 (in servizio nel 2002).
Ritirati tutti gli esemplari dal servizio nel 2010, sono stati sostituiti da versioni dalle specifiche tecniche profondamente diverse, quali l'R-29RMU2 Sineva e, in seguito, con gli R-29RMU2.1 Layner.

## Storia
Il 6 agosto 1991, il K-407 Novomoskovsk stabilì un nuovo record, arrivando a lanciare in soli 244 secondi (4 minuti) 16 missili balistici R-29RM, per un peso totale di 700 tonnellate.

## Utilizzatori
Russia
- Voenno-morskoj Flot

dal 1992 al 2010
 Unione Sovietica
- Voenno-morskoj Flot

dal 1984 al 1992